# Сергій Усольцев
Сергій Усольцев (ест. Sergei Ussoltsev; нар. 2 лютого 1975, Кримська область, УРСР) — український та естонський футболіст, воротар.

## Клубна кар'єра
Народився в Криму, але футбольну кар'єру розпочав у 1991 році в естонській команді «Калев» (Сілламяе), але в 1993 році перейшов до «Норми» (Таллінн). Влітку 1994 року став гравцем «Транса» (Нарва), в якому з перервами виступав до завершення кар'єри футболіста в 2010 році. У перервах виступав в естонських клубах «Лантана» та ТВМК. У 2006 році захищав кольори фінського ПП-70 (Тампере). У серпні 2008 року через конфлікт з президентом «Транса» був відрахований з команди. Після цього перейшов до латвійської «Даугави», але не зіграв за команду жодного поєдинку й зрештою повернувся до Нарви. У вересні 2010 року завершив кар'єру гравця.

## Досягнення

### Клубні
- Мейстріліга
  -  Чемпіон (3): 1993, 1996, 1997
  -  Срібний призер (3): 1994, 2001, 2003
  -  Бронзовий призер (6): 1998 (в), 1998 (о), 2002, 2005, 2009, 2010

- Кубок Естонії
  -  Володар (2): 1994, 2003
  -  Фіналіст (5): 1993, 1997, 1998, 2004, 2007

- Суперкубок Естонії
  -  Володар (3): 1997, 2007, 2008

### Індивідуальні
- рекорд за кількістю проведених на полі хвилин, протягом якого не пропускав м'яча у власні ворота: 980 хвилин у сезонах 2006—2007 років